# Molophilus (Molophilus) alpicola
Molophilus (Molophilus) alpicola is een tweevleugelige uit de familie steltmuggen (Limoniidae). De soort komt voor in het Australaziatisch gebied.